# Hugo Schwyzer
Hugo Benedict Schwyzer (Santa Bárbara, California; 22 de mayo de 1967) es un autor, orador y ex profesor de historia y estudios de género estadounidense.

## Primeros años
Es hijo de Hubert y Alison Schwyzer, ambos profesores de filosofía: Hubert enseñó en la Universidad de California en Santa Bárbara; Alison en el Monterey Peninsula College.  Su hermano menor, Philip, también siguió una carrera académica y se convirtió en profesor de literatura renacentista en la Universidad de Exeter, en Inglaterra.
Los padres de Schwyzer se divorciaron cuando él era joven. Él y su hermano fueron criados por su madre en Carmel, California. Schwyzer mantuvo una conexión con su padre, quien fue llevado a Inglaterra cuando era niño cuando sus padres huyeron de Austria después del Anschluss, y luego emigraron a California. El abuelo paterno de Schwyzer, Georg, era un médico judío radicado en Viena, mientras que su abuela paterna, Elsa, era mitad judía.

## Carrera académica
Schwyzer estudió historia en la Universidad de California, Berkeley, especializándose en historia medieval. Desarrolló una pasión por este tema después de ver a Derek Jacobi interpretar Ricardo II de Shakespeare. Asistió a la escuela de posgrado en la UCLA y obtuvo su doctorado en 1999.
Su tesis doctoral se tituló «Armas y el obispo: la guerra anglo-escocesa y el episcopado del norte, 1296-1357», y abordó el papel militar de los obispos de Durham y los arzobispos de York durante las guerras de independencia de Escocia. Publicó un capítulo de libro relacionado, «Los obispos del norte y la guerra anglo-escocesa en el reinado de Eduardo II», en Thirteenth Century England 7 (1999).
Schwyzer se incorporó al cuerpo docente del Pasadena City College, primero como profesor adjunto en 1993 y luego como profesor titular en 1994. Durante las dos décadas siguientes, impartió diversos cursos de historia y estudios de género en el PCC, y también fue profesor adjunto de un curso interdisciplinario de humanidades junto con profesores de inglés y psicología. Se vio obligado a dimitir en octubre de 2013 debido a problemas personales y controversias públicas.
En febrero de 2013, Schwyzer invitó al actor de películas para adultos James Deen a regresar a su alma mater, el Pasadena City College, para hablar con los estudiantes sobre su carrera. La aparición, inicialmente abierta al público, fue restringida por los administradores de la universidad debido a «preocupaciones de seguridad pública» por los «manifestantes». Deen se limitó a hablar con los estudiantes de la clase Navegando por la pornografía del Pasadena City College.

## Otras actividades
Schwyzer escribió sobre temas públicos y personales para publicaciones como Jezebel y The Atlantic, fue colaborador de The Good Men Project, y fue coautor de la autobiografía de la supermodelo Carré Otis Beauty, Disrupted: A Memoir, publicada en 2011 por HarperCollins.

## Vida personal
Schwyzer es bisexual; se ha divorciado cuatro veces (actualmente está separado de su quinta esposa) y tiene dos hijos.
A partir de 2023, vive en Los Ángeles y trabaja como escritor fantasma.